# Giovanni Monaldeschi

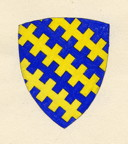
Stemma Monaldeschi

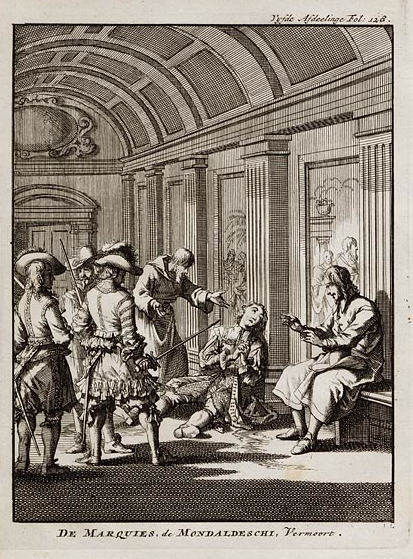
Jan Luyken, morte del marchese Monaldeschi, acquaforte, 1698.

Giovanni Monaldeschi (Acquapendente, 1626 – Fontainebleau, 10 novembre 1657) è stato un nobile e diplomatico italiano, favorito della regina Cristina di Svezia. Fu messo a morte per ordine della regina durante il suo soggiorno al castello di Fontainebleau.

## Biografia
Giovanni Rinaldo Monaldeschi della Cervara, noto anche come Gian Monaldeschi o il Marchese Monaldeschi nacque nel 1626 a Torre Alfina di Acquapendente, figlio naturale del marchese Giovanni Rinaldo Monaldeschi della Cervara, della famiglia Monaldeschi.
Nel 1652 si recò in Svezia, su invito del conte Magnus Gabriel De la Gardie con cui sembrava imparentato. Il conte era il favorito della regina Cristina di Svezia, ma ben presto, lei lo sostituì al suo fianco con il giovane Giovanni. 
Monaldeschi fu poi impiegato in diverse missioni diplomatiche, tra cui una in Polonia, come inviato del Regno di Svezia, oltre che presso vari principi italiani e forse il papa. La regina abdicò, si convertì al cattolicesimo e scelse di stabilirsi definitivamente a Roma; prese Monaldeschi, lo nominò gran scudiero e gli affidò varie missioni diplomatiche. L'8 settembre 1656 la regina fu a Parigi e dialogò con il cardinale Mazzarino. Nell'ottobre 1657, fu di nuovo in Francia e il cardinale le permise di stabilirsi nel castello di Fontainebleau, dove arrivò il 10.
Dalla fine del 1656 Monaldeschi ebbe una relazione sentimentale con una francese rimasta fino ad oggi un mistero, ma con la quale il marchese decise finalmente di rompere. Per vendicarsi, la dama inviò le lettere del marchese alla regina. Questa instaurò una nuova relazione sentimentale nella persona del capitano della sua guardia personale, Ludovico Santinelli, conte di Pesaro, ballerino, acrobata e fratello dell'alchimista Francesco Maria Santinelli, marchese di San Sebastiano (1627 -1697), che si rivelarono, secondo la ricerca di Bernard Quilliet, “oscuri mascalzoni che abusarono della situazione”. Sentendosi in svantaggio in mezzo agli intrighi, Monaldeschi si trovò in una posizione molto fragile.

### Uccisione di Monaldeschi

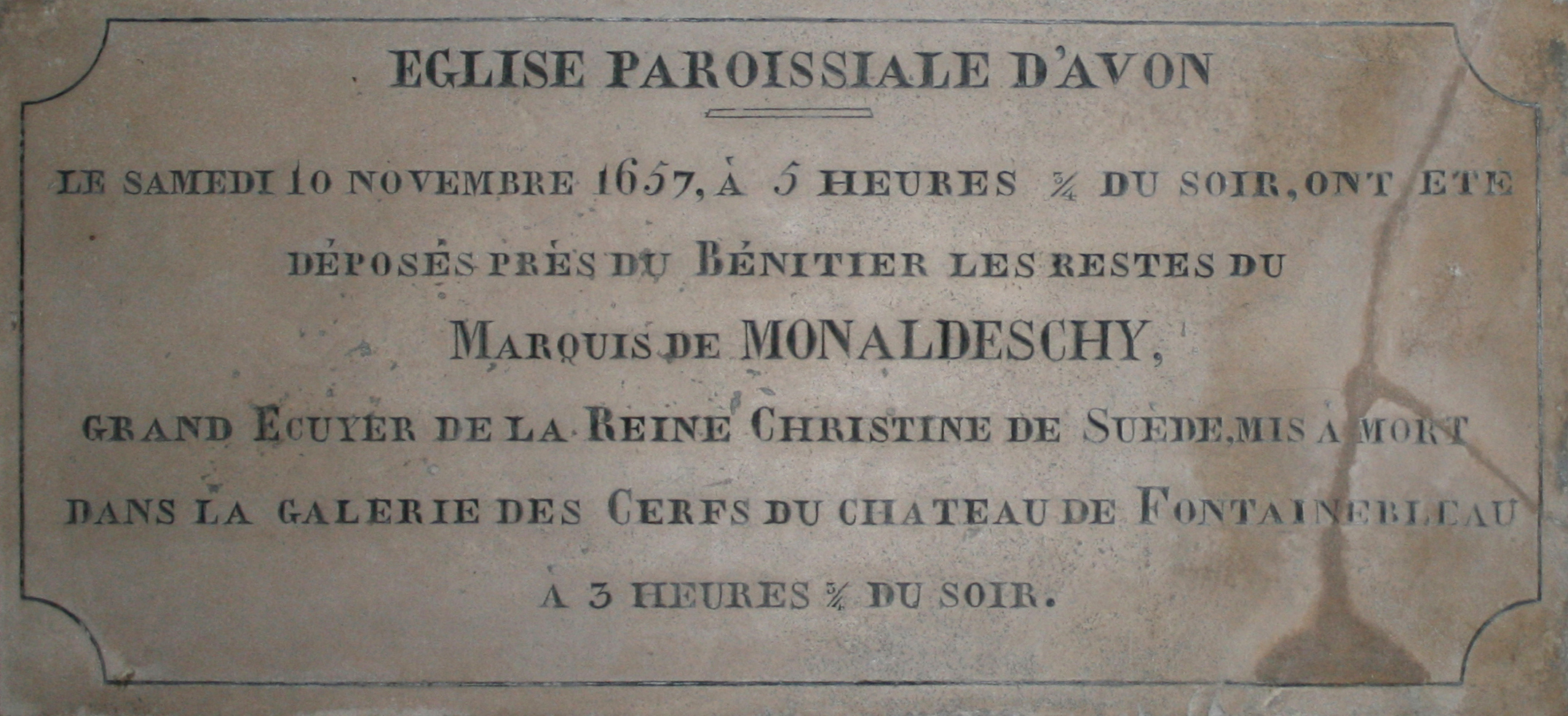
Targa nella chiesa di Saint-Pierre d'Avon che ricorda il dramma.

Tutto, infatti, fa ritenere che Monaldeschi, volendo riconquistare i favori della regina, tentò di infangare la reputazione del suo rivale Ludovico Santinelli facendo credere che questi scrivesse lettere diffamatorie sulla sovrana. Ludovico riescì a dimostrare la sua buona fede e la regina, che possedeva anche le false lettere di Monaldeschi, decise di farlo giustiziare.
Il 10 novembre 1657, circondata da tre delle sue guardie, la regina affrontò Monaldeschi nella "Galerie des Cerfs" al Château de Fontainebleau. Non gli lasciò  scelta e gli disse di prepararsi a morire e confessare i suoi crimini. Il marchese ricevette diversi colpi di spada e morì verso le tre del pomeriggio. Due ore dopo, venne sepolto nella Chiesa di Saint-Pierre di Avon, dove da allora fu apposta una targa commemorativa; c'è anche una lapide per terra contrassegnata con il suo nome.
Questa vicenda imbarazzò il giovane re Luigi XIV e Mazzarino, ma la corte risparmiò l'ex regina di Svezia.